# Paralaudakia caucasia
Paralaudakia caucasia là một loài thằn lằn trong họ Agamidae. Loài này được Eichwald mô tả khoa học đầu tiên năm 1831.